# Абрамово (Краснооктябрьский район)
Абра́мово — деревня в составе Саргинского сельсовета Краснооктябрьского района Нижегородской области.
Деревня располагается на правом берегу реки Пьяны при впадении в неё реки Сарга.

## Население
| 2002 | 2010 |
| ---- | ---- |
| 136  | ↘116 |